# Marcel Janco
Marcel Janco (maɐ̯ˈsɛl ˈjaŋko), nato Marcel Hermann Iancu (marˈt͡ʃel ˈherman ˈjaŋku) (Bucarest, 24 maggio 1895 – 21 aprile 1984) è stato un pittore rumeno.
Fu anche architetto, teorico dell'arte e promotore culturale, conosciuto come uno dei fondatori del Dadaismo, esponente del simbolismo ed uno dei principali esponenti del Costruttivismo in Europa orientale.

## Biografia
I suoi primi contributi risalgono agli anni dieci, quando insieme ai poeti Tristan Tzara e Ion Vinea scrisse per la rivista d'arte Simbolul. Il debutto di Janco fu nell'Art Nouveau, ma in seguito trovò la propria strada nel futurismo e nell'espressionismo, prima di creare il contesto visivo e scenotecnico al Dadaismo letterario di Tzara. Si separarono nel corso del 1919, quando lui ed il pittore Hans Arp fondarono un circolo costruttivista, Das Neue Leben. Successivamente, Janco e Vinea diventarono redattori di Contimporanul, una delle principali riviste dell'avanguardia rumena, dove Janco per la prima volta pubblicò la propria visione di una nuova e migliore pianificazione urbana.
Avendo sviluppato Contimporanul in una pubblicazione fra il costruttivista, il futurista ed il cubista, Janco in seguito disegnò e costruì alcuni dei più innovativi monumenti delle periferie di Bucarest, e immaginò una "rivoluzione" nello sviluppo della città. Il resto del suo lavoro dell'epoca coprì una vasta gamma di media, dall'illustrazione alla scultura al design d'interni alla pittura ad olio.
Janco fu inoltre uno dei principali intellettuali ebrei-rumeni della sua generazione, e fu vittime di persecuzioni antisemite prima e durante la seconda guerra mondiale. Emigrò in Palestina nel 1941, diventando cittadino israeliano e contribuendo allo sviluppo dell'arte ebrea israeliana. Per questo, ricevette il premio Dizengoff ed il premio dello Stato. Dopo il 1953 il suo lavoro si concentrò sull'istituzione dell'Ein Hod, una colonia di artisti ed esperimento utopico, polemicamente costruito sopra un insediamento arabo svuotato dei residenti arabi.
Marcel Janco era il fratello di Georges e Jules Janco, suoi partner artistici durante e dopo l'episodio dadaista. Suo cognato, ed ex partner costruttivista era lo scrittore Jacques G. Costin, sopravvissuto allo sterminio semita degli anni quaranta.